# Espérame mucho
Espérame mucho es una película de Argentina dirigida por Juan José Jusid sobre su propio guion escrito en colaboración con Isidoro Blaisten que se estrenó el 11 de agosto de 1983 y tuvo como protagonistas a Víctor Laplace, Alicia Bruzzo, Arturo Bonín, Alberto Segado y Villanueva Cosse.

## Sinopsis
Juan José Jusid realizó este filme, con una fuerte carga autobiográfica, en 1983. El realizador es quien relata, en voz over y en primera persona, las peripecias de un niño de once años, Juancito (Federico Olivera), durante los primeros años cincuenta en la ciudad de Buenos Aires. El filme contiene alusiones tanto a las contingencias políticas de la época como al descubrimiento de la sexualidad por el protagonista.

## Producción
Jusid presentó su guion el 2 de abril de 1982 al Instituto Nacional de Cine y Artes Audiovisuales para solicitar se le otorgara un crédito para filmarla, si bien tenía además la intención oculta de saber qué pasaría con el filme cuyas referencias políticas hacían que muchos le auguraran que no iba a poder realizarlo.
Las autoridades del Instituto no se animaron a resolver solas el tema y enviaron el pedido a la Secretaría de Cultura, de quien dependían, la que a su vez lo envió en consulta al Ministerio del Interior. El trámite llevó ocho meses y, mientras tanto, Jusid y un grupo de colaboradores recopiló material de la década de 1950 en archivos gráficos y fílmicos y comenzó a filmar antes de tener acordado el crédito que finalmente le fue aprobado por aproximadamente el 20 % del costo y, una vez terminada, la película fue seleccionada por el Instituto para representar al país en el Festival Internacional de Cine de San Sebastián.

## Problemas con la censura
Jusid entregó copias del filme al Ente de Calificación Cinematográfica, quien además de calificarla como prohibida para menores de 18 años dispuso cortes que totalizaban un minuto 43 segundos en dos escenas: en una, Mimí Pons inicia a Juancito en el reconocimiento del cuerpo y hace que toque sus senos y en la otra el mismo personaje, en las duchas de una colonia de vacaciones, se opone a que dos niños violen a un tercero.
Jusid en lugar de hacer un recurso de apelación administrativo como era lo usual, se negó a los cortes, requirió que se la calificara como prohibida para menores de 14 años y presentó un recurso de amparo ante el juez al tiempo que denunciaba lo sucedido en una conferencia de prensa. Paradójicamnte, días después el Instituto declaraba el filme "de interés especial". El Ente de calificación contraatacó denunciando a Jusid por presunta corrupción de menores y finalmente llegó a un acuerdo con Jusid que permitió el estreno de la película con la calificación de prohibida para menores de 18 años y el Ente la autorizó en su versión completa. Gobernaba una dictadura militar que estaba en su última etapa pues había convocado a elecciones para el 30 de octubre de 1983 y entregaba el poder el 10 de diciembre. No obstante la autorización, la película fue comercializada sin las escenas censuradas que sí fueron incluidas años después al ser pasada en televisión.

## Reparto
- Víctor Laplace ... 	Claudio Elizalde
- Alicia Bruzzo 	... 	Clarita
- Arturo Bonín…Tío Miguel
- Alberto Segado 	... 	Marcial
- Villanueva Cosse ... 	Don Carlos
- Catalina Speroni ... 	La Modista
- Alicia Zanca         ... La hermana de Titina
- Marzenka Nowak …Tía Berta
- Lucrecia Capello 	... 	La Francesa
- Mario Luciani... 	Don Natalio Miguel
- Alberto Clementin	... 	El Petitero
- Susana Latou	... 	La Tana
- Roberto Catarineu	... 	Don Pascual Guaragnone
- Federico Olivera	... 	Juancito
- Ximena Díaz Alarcón	... 	Margarita
- Mimí Pons	... 	La dama del perrito
- Daniel Rabinovich	... 	Rissatti
- David Tonelli	... 	El abuelo Salvador
- Saúl Jarlip	... 	El Francis
- Héctor Biuchet	... 	Jean Romani
- Michiyo Ohino	... 	Juanita
- Oscar Redondo	... 	Lalo
- Marcelo Berardi	... 	Barco
- Erica Ohashi	... 	Martita
- Vanesa Regueira	... 	Titina
- Ximena Díaz Alarcón
- Alberto Bonez
- Leonardo Teixido …Extra
- Alberto Benegas
- Juan Antonio Alani
- Carlos De Mateis
- Alberto Bonez
- Osvaldo Santoro
- Bertha Dreschler
- Nora Sajaroff
- Pacheco Fernández
- Pedro Asquini
- María Visconti
- Gabriela Rubinstein
- Gabriel Fojo
- Aito Peleschi
- Martín Coria

## Premios
En el Festival de Cine Latinoamericano de Huelva de 1983 fue galardonada con el Colón de Oro a la Mejor película conjuntamente con el filme Ardiente paciencia, y Víctor Laplace recibió el premio al Mejor actor.

## Comentarios
La Nación opinó:

"Lo encantador de este tierno film nostálgico es la presencia de lo cotidiano… Lo que queda es un medio tono y dejo de tristeza antes que una rotunda estimación de la realidad que se propuso presentar aquí.”

Manrupe y Portela escriben:

"Floja en lo dramático, demasiado descriptiva, pero con el mérito de inaugurar una temática descriptiva en los últimos meses del gobierno militar. La ambientación de época es muy buena y la actuación de Alicia Bruzzo, fuera de sus papeles habituales, emocionante”.

María Núñez opinó:

"Acertada en la exposición de los afectos, la película se desnivela, sin embargo, con la inclusión de la antinomia peronismo-antiperonismo como principal eje temático, y con un dibujo algo estereotipado de ciertos personajes que les resta credibilidad”.